# Korobejniki (film)
Korobejniki (Russisch: Коробейники) is een film uit 1910 van regisseur Vasili Gontsjarov.